# 에픽게임즈 대 애플
에픽게임즈 대 애플(Epic Games, Inc. v. Apple Inc.)은 iOS 앱 스토어 (iOS/iPadOS)에서의 애플의 관행과 관련하여 에픽게임즈가 애플을 상대로 2020년 8월 캘리포니아 북부 지역 미국 지방 법원에 제기한 소송이다. 에픽게임즈는 특히 앱 스토어에서 제공하는 것 이외의 다른 인앱 구매 방법을 사용하는 앱에 대한 애플의 제한에 이의를 제기했다. 에픽게임즈의 창립자 팀 스위니는 이전에 애플이 앱 스토어에서 구매할 때마다 30%의 수익 삭감에 대해 이의를 제기했으며 포트나이트 게임을 통해 애플을 우회하거나 애플이 삭감을 덜 받도록 하기를 원했다. 에픽은 앱 스토어 결제 시스템을 우회하기 위해 2020년 8월 13일 의도적으로 포트나이트에 변경 사항을 구현했으며, 이로 인해 애플은 앱 스토어에서 게임을 차단하고 에픽이 소송을 제기하게 되었다. 애플은 에픽이 애플을 선동하기 위해 의도적으로 계약 조건을 위반했다고 주장하며 반소를 제기했고, 에픽의 소송으로부터 스스로를 방어했다.
재판은 2021년 5월 3일부터 5월 24일까지 진행되었다. 2021년 9월 사건의 첫 부분 판결에서 이본 곤잘레스 로저스 판사는 10개 항목 중 9개 항목에서 애플에 유리한 판결을 내렸지만, 스티어링 방지 정책에 대해서는 애플에 불리하다고 판결했다. 캘리포니아 부정경쟁법에 따라. 로저스는 애플이 개발자가 사용자에게 앱 내의 다른 결제 시스템을 알리는 것을 막는 것을 금지했다. 에픽은 2023년 7월 대법원에 판결에 대해 항소했다. 애플도 판결에 대해 항소했다. 카간(Kagan) 판사는 2023년 8월 판결 유예를 위한 에픽의 긴급 요청을 거부했다. 2024년 1월 대법원은 이 사건에서 애플과 에픽 모두의 항소를 모두 기각하여 이 사건은 주로 애플의 승리로 남았다. 개발자가 앱에 대체 결제 시스템에 대한 알림을 포함할 수 있도록 허용해야 한다.
에픽은 또한 같은 날 에픽게임즈 대 구글이라는 또 다른 소송을 제기했다. 이 소송은 구글이 애플과 유사한 이유로 포트나이트 업데이트를 중단한 후 안드로이드 (운영체제)용 구글 플레이 앱 스토어에서 구글의 유사한 관행에 이의를 제기했다. 그러나 이 사건은 지배적인 빅테크 기업 구글이 플레이 스토어 사용을 보장하기 위해 파트너를 상대로 행사한 관행과 거래에 더 중점을 두었다. 2023년 12월 배심원단은 구글이 안드로이드 환경에서 불법적으로 독점을 유지했다는 점에서 패소 판결을 내렸다.